# VIII. Frigyes dán király
VIII. Frigyes (teljes nevén: Christian Frederik Vilhelm Carl; Koppenhága, 1843. június 3. – Hamburg, 1912. május 14.) Dánia királya 1906 és 1912 között. Apja, IX. Keresztély királynál sok szempontból liberálisabb uralkodónak számított, például kedvezőbben viszonyult az új parlamentáris rendszerhez. Késői trónra lépése miatt csak néhány éve volt megmutatni képességeit, majd egészsége hamar meggyengült. Halála után idősebbik fia, X. Keresztély követte a trónon.

## Élete

### Ifjúsága

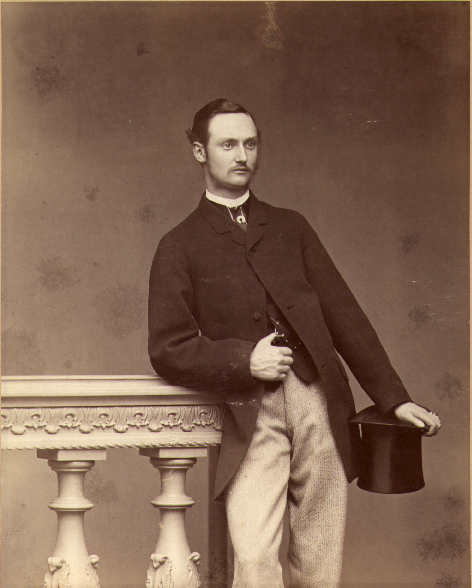
A fiatal Frigyes herceg

Koppenhágában született a III. Keresztély dán királytól származó Schleswig–Holstein–Sonderburg–Glücksburg-ház tagjaként. Szülei Keresztély schleswig–holstein–sonderburg–glücksburgi herceg és Lujza hessen–kasseli hercegnő voltak. 1847-ben apját választották a dán trón örökösévé, mivel Lujza az utolsó főági Oldenburg dán király közeli rokona volt. Ennek megfelelően Frigyes 1847-ben dán herceg, 1863-ban, apja trónra lépésekor pedig trónörökös lett.
1860-ban, konfirmálása után Frigyes katonai oktatást kapott. 1863-ban az Oxfordi Egyetemre küldték  tanulni, de amikor apja IX. Keresztély néven elfoglalta a trónt az év novemberében, koronaherceg lett és visszatért Dániába. Helyet kapott az államtanácsban, majd apjának segített kormányzati feladataiban. 1864-ben részt vett a Poroszország elleni porosz-osztrák-dán háborúban.

### Házassága
Édesanyja, Lujza azt akarta, hogy legidősebb fia lányaihoz, Alexandrához és Dagmarhoz hasonlóan házasodjon. Viktória brit királynőnek még volt két hajadon leánya, Ilona hercegnő és Lujza hercegnő, azonban a brit királynő nem akarta, hogy leányai trónörökösökhöz menjenek feleségül, mivel ez külföldre kényszerítette volna őket. Előnyben részesítette a német hercegeket, akik otthonra találhattak volna az Egyesült Királyságban. Emellett Viktória mindig is németbarát volt, és egy újabb dán frigy (Frigyes húga, Alexandra Viktória legidősebb fiához, Eduárd walesi herceghez ment feleségül) nem lett volna összhangban a német érdekeivel.
1868 júliusában Frigyes eljegyezte Lujza svéd hercegnőt, XV. Károly svéd király egyetlen lányát. Lujza hercegnő a Bernadotte dinasztiához tartozott, amelyet Jean-Baptiste Bernadotte, Napóleon egyik tábornoka alapított, akit 1810-ben svéd koronahercegnek választottak, majd 1818-ban XIV. Károly János néven foglalta el Svédország trónját. XIV. Károly János Désirée Clary-t vette feleségül, aki korábban Napóleon francia császárral volt eljegyezve. Fia, I. Oszkár házastársa Josephine Leuchtenberg volt, aki Napóleon első feleségének, Jozefina francia császárnének volt az unokája. I. Oszkár és Josephine királyné így XV. Károly szülei és Lujza svéd hercegnő apai nagyszülei voltak.
A házasságot a Dánia és Svédország közötti barátság megteremtésének szánták. A két ország feszült viszonyban volt, miután Svédország nem támogatta Dániát a Poroszország elleni 1864-es háborúban. Frigyes és Lujza 1862-ben találkoztak először, majd 1868-ban Frigyest meghívták Svédországba, hogy megismerkedjen Lujzával, akit még ugyanabban az évben el is jegyzett. Ő volt az első svéd hercegnő a középkor óta, aki a dán királyi házba házasodott. A házasságot mindhárom északi országban üdvözölték, mint az új ideológia, a skandinavizmus jelképét. Frigyes és Lujza 1869. július 28-án Stockholmban házasodott össze a királyi palotában. A házaspár az Amalienborg palotában élt Koppenhágában, a nyarakat pedig a Charlottenlund-palotában töltötte.
Négy fiuk és négy leányuk született:
- Keresztély herceg (1870–1947), a későbbi X. Keresztély dán király,
- Frigyes Károly herceg (1872–1957), a későbbi VII. Haakon norvég király,
- Lujza hercegnő (1875–1906)
- Harald herceg (1876–1949)
- Ingeborg hercegnő (1878–1958)
- Tíra (Thyra) hercegnő (1880–1945)
- Gusztáv herceg (1887–1944)
- Dagmar hercegnő (1890–1961)

### Uralkodása

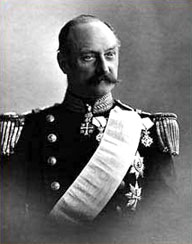
VIII. Frigyes király

IX. Keresztély 1906. január 29-én elhunyt. A dán trónra Frigyes lépett VIII. Frigyes néven, ekkor 62 éves volt és 43 évig volt koronaherceg. 
Demokratikus beállítottságú, reform szemléletű, liberális uralkodó volt, aki az új parlamentáris rendszerhez is kedvezőbben viszonyult mint apja. Kései trónra lépése miatt csak 6 éve volt uralkodni.

### Halála
Visszatérőben egy nizzai kirándulásról, VIII. Frigyes 1912. május 14-én rövid időre megállt Hamburgban, ahol a Hotel Hamburger Hofban szállt meg. Megérkezése után inkognitóban a Jungfernstiegen sétált, miközben rosszul lett, egy parkpadon összeesett és meghalt. Egy rendőrtiszt fedezte fel, aki kórházba vitte. Halálának oka paralízis volt. A dán királyi család többi tagja mellé temették el a roskildei székesegyházban, Koppenhága közelében.

## Címei és kitüntetései

### Címei
- 1843-1853: Őfensége Frigyes Schleswig-Holstein-Sonderburg-Glücksburg-i herceg
- 1853-1858: Őfensége Frigyes dán herceg
- 1858-1863: Ő királyi fensége Frigyes dán herceg
- 1863-1906: Ő királyi fensége a dán koronaherceg
- 1906-1912: Őfelsége a dán király

### Kitüntetései
- Magyar Királyi Szent István-rend
- Order of the Tower and Sword nagykeresztje
- az Aranygyapjas rend lovagja
- a Térdszalagrend 806. lovagja, 1896
- a Bath rend tiszteletbeli lovagkeresztje, 1888
- a királyi viktoriánus rend nagykövete, 1901
- Royal Victorian Chain címzettje, 1902

## Fordítás
- Ez a szócikk részben vagy egészben a Frederick VIII of Denmark című angol Wikipédia-szócikk ezen változatának fordításán alapul.  Az eredeti cikk szerkesztőit annak laptörténete sorolja fel. Ez a jelzés csupán a megfogalmazás eredetét és a szerzői jogokat jelzi, nem szolgál a cikkben szereplő információk forrásmegjelöléseként.

| Előző uralkodó: IX. Keresztély | Dánia királya 1906–1912 | Következő uralkodó: X. Keresztély |